# Torchlight II
Torchlight II là trò chơi hành động nhập vai phát triển bởi Runic Games, phát hành vào ngày 20 tháng 9 năm 2012. Đây là phần tiếp theo của Torchlight và có chế độ nhiều người chơi P2P  cùng việc hỗ trợ và mở rộng khả năng Modding. Bản phát hành cho hệ điều hành Mac OS được lên kế hoạch một thời gian sau khi phát hành Windows .

## Lối chơi
Giống như Torchlight gốc, Torchlight II có nhiều dungeon ngẫu nhiên tạo ra cho người chơi khám phá, và nhiều loại quái vật để chiến đấu để lên điểm kinh nghiệm và nhặt vật phẩm. Torchlight II duy trì lối chơi cơ bản giống với người tiền nhiệm của nó, nhưng bổ sung các khu vực rộng lớn với các cụm thành phố và phần chơi chiến dịch dài hơn . Tính năng mới khác bao gồm chu kỳ thời gian của ngày, hiệu ứng thời tiết và một giao diện người dùng được thiết kế lại. Người chơi có thể tùy chỉnh vẻ ngoài của nhân vật với việc lựa chọn giới tính, khuôn mặt, kiểu và màu tóc . Ngoài ra, một số yếu tố từ trò chơi đầu tiên cũng quay trở lại, như vật nuôi (nhưng với các tùy chọn mở rộng và tuỳ biến cơ bản có sẵn), câu cá. Một hệ thống hưu trí cũng được lên kế hoạch, tương tự hoặc giống hệt với tính năng cùng tên trong bản đầu tiên, nhưng được thay thế bằng chế độ newgame+ .

### Lớp nhân vật
Trò chơi có bốn lớp nhân vật có thể điều khiển được:
- Engineer (trước đây gọi là Railman) [7] là nhân vật chiến đấu cận chiến hạng nặng sử dụng công nghệ steampunk nạp năng lượng bởi ember;
- Outlander là người du mục lang thang sử dụng vũ khí tầm xa và phép thuật [3];
- Berserker sử dụng các đòn tấn công nhanh và có sức mạnh đặc biệt theo chủ đề động vật [8] ;
- Embermage là lớp nhân vật pháp sư tấn công bằng các thần chú nguyên tố [9].

Ba lớp nhân vật từ Torchlight gốc không phải là nhân vật chơi được và thay vào đó xuất hiện trong thế giới game với vai trò NPC.

### Nhiều người chơi
Như đã nêu trong trailer của Torchlight II, Runic Games đã công bố rằng họ đã " lắng nghe những lời cầu xin [từ fan]" và những lời chỉ trích liên quan đến thực tế rằng Torchlight là một trải nghiệm cô đơn mà không có phần co-op. Ngoài chế độ chơi đơn, chế độ hợp tác nhiều người chơi hoàn toàn mới đã được thêm vào, hỗ trợ cả internet và chơi LAN  Mỗi phiên nhiều người chơi có thể hỗ trợ lên đến 6 người chơi cùng lúc, và vật phẩm rơi ra là riêng biệt cho mỗi người chơi. Tùy chọn PVP (người chơi đấu với người chơi) đã được xác nhận bởi Runic.

## Cốt truyện
Nhiều năm sau kết thúc của Torchlight gốc, Alchemist (nhân vật có thể điều khiển trong trò chơi đầu tiên) bị suy đồi bởi Ember Blight đến từ trái tim của Ordrak, thực thể xấu xa là nguồn gốc của sự suy đồi bên dưới thị trấn Torchlight, dẫn đến nổi điên và sau đó phá hủy thị trấn. Nhân vật của người chơi có nhiệm vụ ngăn chặn nhân vật phản diện này, người đang sử dụng sức mạnh của Ordrak để làm phá hỏng sự cân bằng giữa sáu yếu tố của thế giới .
Khi trò chơi tiến triển, người chơi sẽ du hành trên nhiều khu vực địa lý rộng lớn, tương ứng với ba "chương" của câu chuyện và một chương một kết thúc . Chương I, Wake of the Alchemist, được thiết lập trong vùng núi Estherian Steppes, và Chương II là trong một sa mạc có tên là Mana Wastes, và Chương III diễn ra trong Grunnheim, một khu rừng ma ám có chứa những tàn tích của một nền văn minh cổ đại của người lùn. Một Trại lính Hoàng gia phục vụ như thị trấn của người chơi trong chương này .

## Phát triển
Mặc dù Torchlight gốc nhận được đánh giá tích cực, việc trò chơi này thiếu chế độ nhiều người chơi là một chỉ trích phổ biến của các nhà phê bình cũng như người hâm mộ . Trước khi phát hành trò chơi đầu tiên, Runic Games đã công bố kế hoạch phát triển một cơ chế MMORPG trong thế giới trò chơi Torchlight sau khi phát hành chế độ chơi đơn . Tuy nhiên, trong tháng 8 năm 2010, Runic thông báo họ đã phát triển Torchlight II, một phần tiếp theo được hình thành không chỉ là một phương thức để cung cấp cho việc hỗ trợ nhiều người chơi, mà còn là để cung cấp cho Runic "nhiều kinh nghiệm với việc tạo ra một Torchlight nhiều người chơi" . Một số công việc trên Torchlight II được thiết kế để thực hiện trên MMORPG Torchlight sắp tới của Runic Games, với công ty có kế hoạch tập trung vào sau khi phát hành phần tiếp theo . Runic Games ban đầu ước tính ngày phát hành phiên bản PC là vào năm 2011  nhưng trong tháng 11 năm đó chủ tịch công ty Travis Baldree tuyên bố ngày phát hành trò chơi sẽ được đẩy trở lại đến năm 2012 để có thêm thời gian để tối ưu và thử nghiệm beta .
Vào cuối năm 2010, việc lấn sâu của Runic Games trong quá trình tạo phiên bản Xbox Live Arcade của trò chơi Torchlight gốc đã gây ra một sự chậm trễ trong việc phát triển phần tiếp theo, nhưng việc tối ưu hóa bộ nhớ và thời gian tải phát triển cho phiên bản này đã dẫn đến những cải tiến trong phiên bản PC của Torchlight II .
Không giống như người tiền nhiệm của nó, Torchlight II có chuỗi mở đầu cinematic ở mỗi chương, được sản xuất bởi Klei Entertainment, nhà phát triển của Eets và Shank .

### Closed beta
Trong tháng 5 năm 2012, Runic Games đã thông báo rằng họ sẽ chạy một bản thử nghiệm closed beta từ ngày 18 đến 24 tháng 5 . Một số lượng hạn chế của key beta đã được đưa ra cho người sử dụng tạo ra tài khoản Runic Games trước ngày beta ngày bắt đầu.

## Phát hành
Trong tháng 4 năm 2012, Torchlight II có thể sẵn sàng đặt hàng thông qua Steam với những người mua đặt hàng trước nhận được Torchlight gốc miễn phí . Ngày 30 tháng 8 năm 2012, Chủ tịch công ty Travis Baldree tuyên bố trên các diễn đàn chính thức của Runic Games là trò chơi được phát hành vào ngày 20 tháng 9 năm 2012 .

## Đánh giá
Torchlight II nhận được đánh giá tốt, với trang web đánh giá tổng hợp Metacritic cho trò chơi đạt điểm số tổng thể 88 trên 100 dựa trên ý kiến từ 65 nhà phê bình chuyên nghiệp .